# Cos Jurídic Militar
El Cos Jurídic Militar té reglamentàriament assignades les funcions d'assessorament jurídic i aplicació de la Justícia en l'àmbit de les Forces Armades Espanyoles.
La funció assessora és similar a la qual exerceixen els Advocats de l'Estat en altres ministeris i organismes oficials. La jurisdicció militar castrense té el seu gènesi en els exèrcits permanents, forma part del Poder Judicial de l'Estat i s'estén en matèria penal, tutela jurisdiccional en via disciplinària i altres assumptes que determinin les lleis o estableixi una eventual declaració d'estat de lloc.
Actualment està compost per prop de tres-cents professionals.

## Creació
Sota el nom "Cos Jurídic Militar" s'han conegut a Espanya dues institucions diferents: el tradicional Cos Jurídic de l'Exèrcit de Terra (que va desaparèixer en 1988) i el cos creat en aquest any en el qual es van integrar el Cos Jurídic Militar, el Cos Jurídic de l'Armada i el Cos Jurídic de l'Aire en un només cos (anomenat inicialment Cos Jurídic Militar de la Defensa i després només Cos Jurídic Militar).
La història del Cos Jurídic Militar (pertanyent a l'Exèrcit de Terra) es pot remuntar fins a les albors de l'Antiguitat amb la funció d'assessorament legal a caps militars de totes les èpoques. No obstant això, tal com és conegut en l'actualitat (depenent del Ministeri de Defensa), es deu a la Llei 6/1988, de 5 d'abril, per la qual es va crear el Cos Jurídic Militar de la Defensa, en el qual es van unificar els Cossos Jurídics de l'Exèrcit, de l'Armada i de l'Exèrcit de l'Aire.

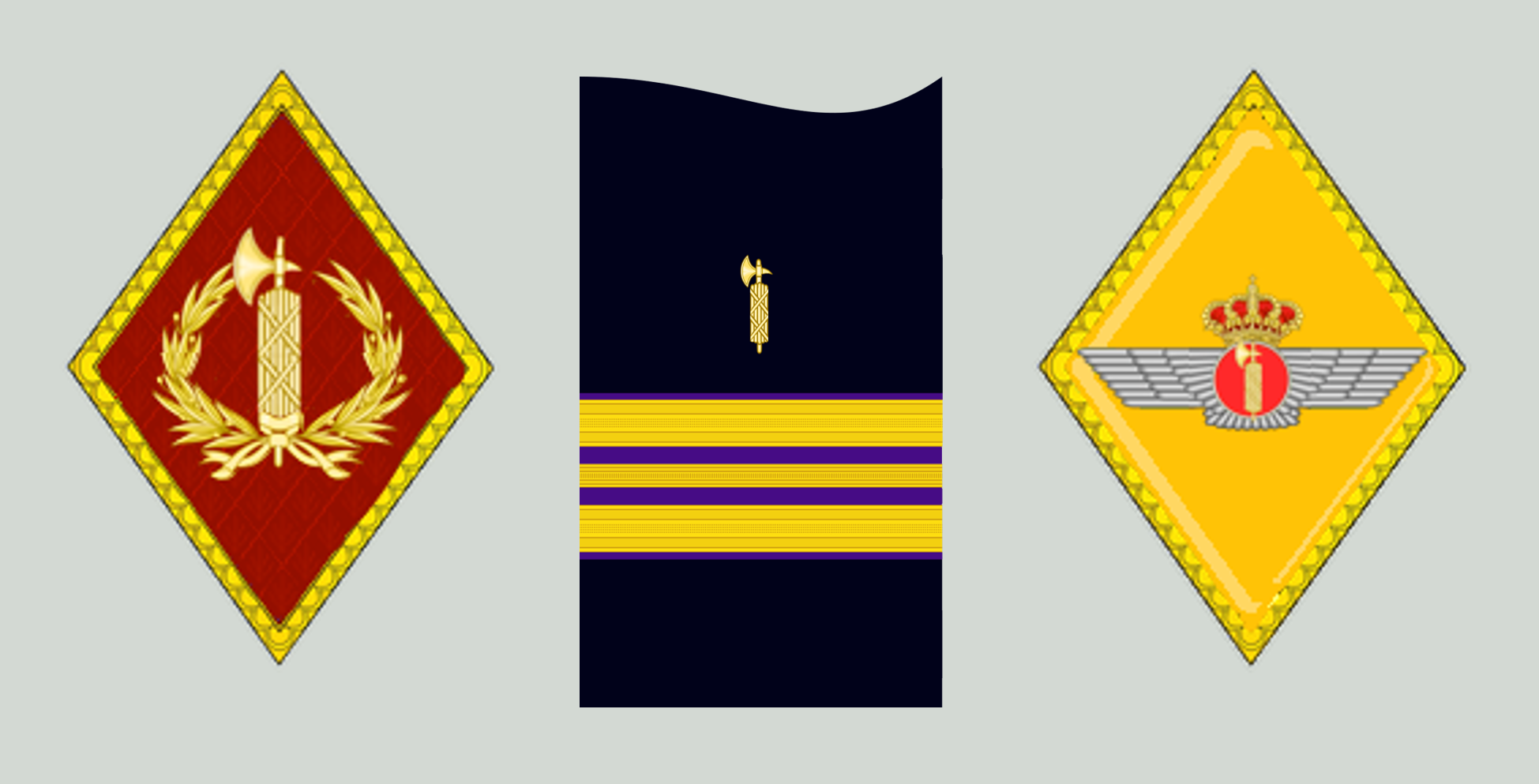
Emblemes dels tres Cossos Jurídics (Terra, Armada i Exèrcit de l'Aire)

## Funcions
Els membres del Cos Jurídic Militar, pertanyents a l'Escala Superior d'Oficials, exerceixen les funcions que els són encomanades per les lleis militars i de manera molt especial les referents a l'exercici de la jurisdicció militar i l'assessorament jurídic en àmbits castrenses. També, en la seva comesa, poden exercir el comandament en centres o organismes pertanyents al Ministeri de Defensa d'Espanya. Igualment, poden desenvolupar funcions d'administració, logística, suport al comandament, tècnic-facultatives i docents en l'àmbit de les Forces Armades.

## Estructura

El Cos depèn jeràrquicament del Ministre de Defensa, corresponent la seva organització i gestió al Sotssecretari del departament, i compta amb un escalafó propi diferenciat de la resta dels cossos dels Exèrcits.
Les ocupacions són els compresos entre Tinent i General de Divisió, amb les denominacions següents:
- General Conseller Togat
- General Auditor
- Coronel Auditor
- Tinent Coronel Auditor
- Comandant Auditor
- Capità Auditor
- Tinent Auditor

## Divises del Cos Jurídic Militar
Les pales corresponen a les usades en l'uniforme blanc de gala.
| Emblema | Bandera d'Espanya |                       |                 |                 |                        |                   |                |                |  |  |  |  |  |  |  |  |  |  |  |
|         | Bandera d'Espanya | Gral. Conseller Togat | General Auditor | Coronel Auditor | Tinent Coronel Auditor | Comandant Auditor | Capità Auditor | Tinent Auditor |  |  |  |  |  |  |  |  |  |  |  |

## Accés

Respecte al seu règim intern, els membres del Cos Jurídic Militar tenen els mateixos drets i obligacions que els Oficials Generals i els Oficials de les Forces Armades, sense perjudici del seu propi estatut particular corresponent a l'exercici de la funció jurisdiccional.
L'ingrés en el Cos es realitza mitjançant concurs-oposició entre els aspirants que reuneixin les condicions següents:
- Estar en possessió del títol de Llicenciat en Dret.
- Ser espanyol i major d'edat (sense depassar els límits fixats en cada convocatòria).
- No estar impedit física o psíquicament per a l'acompliment de les funcions pròpies del Cos.
- No estar condemnat, processat o inculpat per delicte dolós (tret que intervingui rehabilitació, sentència absolutòria o acte de sobreseïment).
- Estar en el ple exercici dels drets civils
- No haver estat condemnat a pena de pèrdua d'ocupació o sancionat amb separació del servei.
- Anglès (amb la seva prova d'accés corresponent)

Cada any a més s'anuncien oficialment les bases concretes que regeixen la convocatòria en curs.
Una vegada superat el concurs-oposició, els alumnes han de superar un període de formació específic d'una durada aproximada d'un curs acadèmic que contempla el pas per les Acadèmies militars dels tres Exèrcits, situades a Saragossa (Acadèmia General Militar), Marín (Escola Naval Militar) i San Javier (Acadèmia General de l'Aire). Posteriorment l'especialització en Dret Militar tindrà lloc a l'Escola Militar d'Estudis Jurídics (EMEJ), a Madrid, Escola integrada en el "Grup d'Escoles de la Defensa".
En superar aquest període de formació, els alumnes són promoguts a l'ocupació de Tinent Auditor ocupant el lloc corresponent en l'escalafó.